# Troguéry
Troguéry (bretonisch: Trogeri) ist eine französische Gemeinde mit etwa 219 Einwohnern (Stand: 1. Januar 2022) im Département Côtes-d’Armor in der Region Bretagne. Sie gehört zum Arrondissement Lannion und zum Kanton Tréguier. Die Bewohner bezeichnen sich selbst als Troguerois(e).

## Geografie
Troguéry liegt rund 17 Kilometer östlich von Lannion. Zur Gemeinde gehören nebst dem Dorf Troguéry noch zahlreiche Einzelgehöfte innerhalb der Gemeinde.

### Nachbargemeinden
Die Gemeinde zählt insgesamt fünf benachbarte Gemeinden und Communes déléguées, nämlich Hengoat, Minihy-Tréguier, Pommerit-Jaudy, Pouldouran und Trédarzec.
| Minihy-Tréguier | Minihy-Tréguier Trédarzec                   | Trédarzec          |
| Minihy-Tréguier | Kompassrose, die auf Nachbargemeinden zeigt | Pouldouran Hengoat |
| Pommerit-Jaudy  | Pommerit-Jaudy                              | Hengoat            |

## Geschichte
Eine erstmalige Erwähnung fand der Ort bei der Heiligsprechung von Saint-Yves im Jahr 1330 (als Treguerri). Die heutige Gemeinde war seit mindestens 1437 eine eigenständige Kirchgemeinde.

## Bevölkerungsentwicklung
In den sieben Jahren zwischen 1793 und 1800 wuchs die Einwohnerzahl sprunghaft an. Darauf folgend sank sie 1806 auf knapp über 500 Menschen und blieb dort bis 1821. Ein zweiter Wachstumsschub erfolgte zwischen 1821 und 1851. 1851 und 1856 erreichte die Anzahl Bewohner einen historischen Höchststand. Bis 1906 sank die Bevölkerung zwar – blieb aber immer über 500 Personen. Zwischen 1906 und 1921 kam es zu einem weiteren Bevölkerungsrückgang auf knapp mehr als 400 Einwohner. Bis 1946 konnte sich die Einwohnerzahl über dieser Marke halten. Dann folgte bis 1982 eine starke Abwanderungswelle (1946–1982: −44,9 %). Ein bisher letzter Wachstumsschub erfolgte zwischen 1999 und 2008.
| Jahr                       | 1962 | 1968 | 1975 | 1982 | 1990 | 1999 | 2008 | 2019 |
| Einwohner                  | 290  | 238  | 227  | 224  | 233  | 284  | 286  | 224  |
| Quellen: Cassini und INSEE |      |      |      |      |      |      |      |      |

## Sehenswürdigkeiten
- Kirche Sainte-Trinité (Heilige Dreifaltigkeit) aus dem 17. Jahrhundert, mit Taufstein
- Kapelle Sainte-Anne aus dem 16. Jahrhundert (1779 erneuert) im gleichnamigen Weiler
- Herrenhaus von Kerandraou mit Taubenturm, erbaut im 14./15. Jahrhundert, mit Privatkapelle Ville Basse
- Kalvarienberge von Kerino und Pen-ar-C’hra, 19. Jahrhundert
- Mühle Moulin à marée aus dem 18. Jahrhundert in Le Cosquer
- Mühle von Huallec

Quelle:

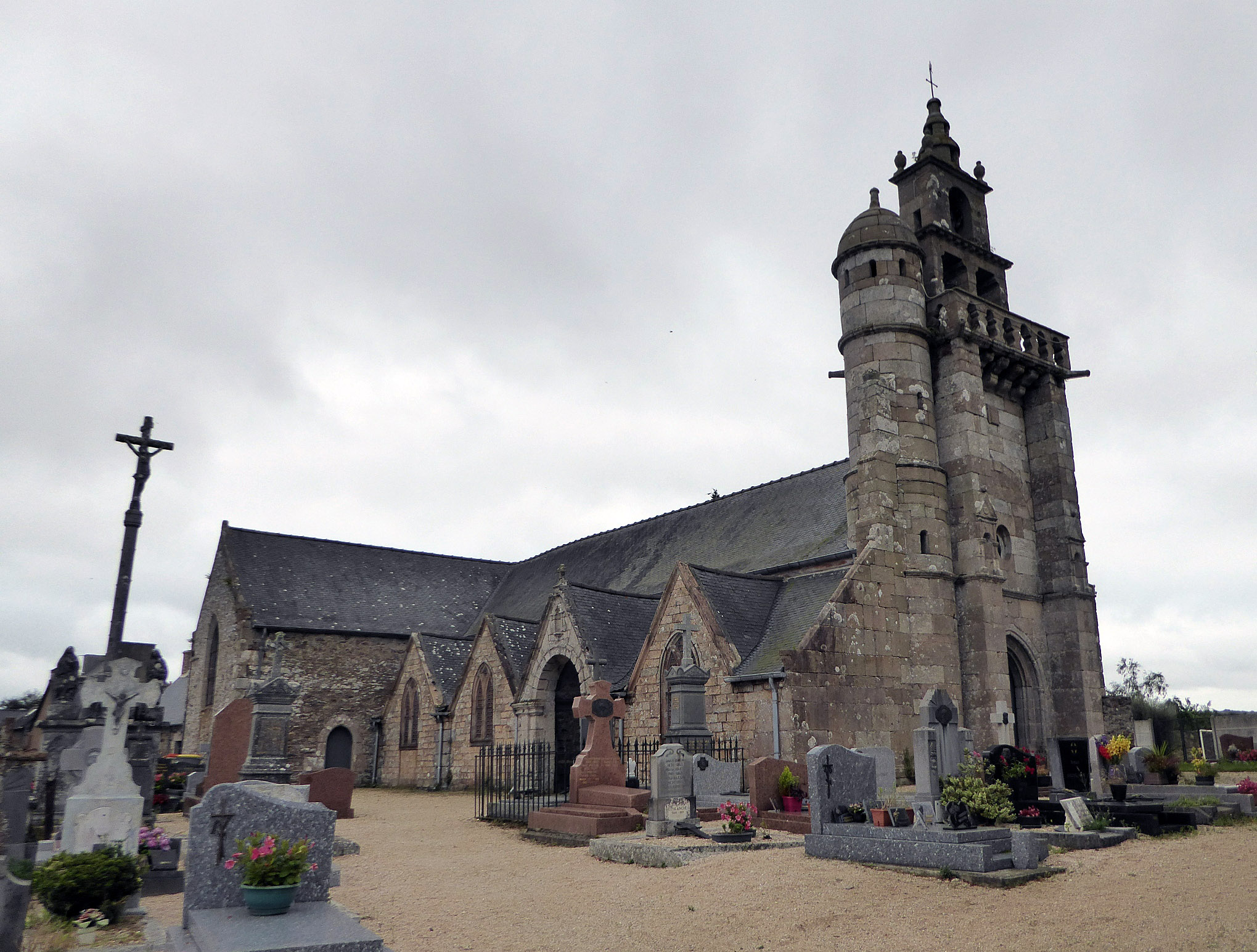
Kirche Sainte-Trinité
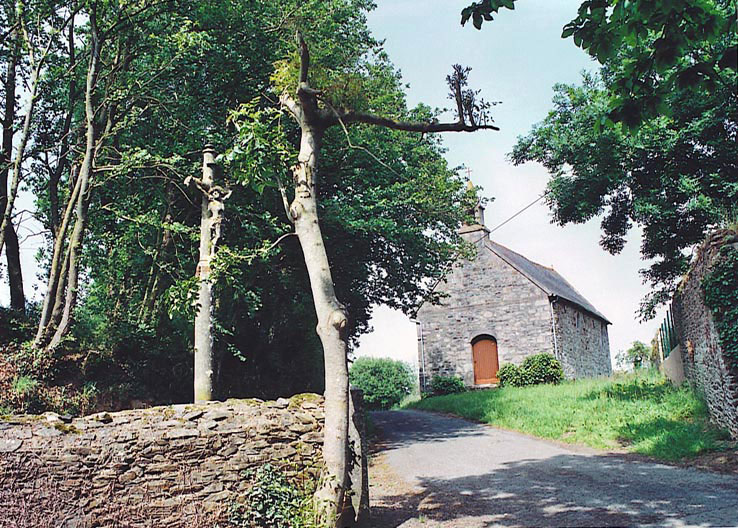
Kapelle Sainte-Anne